# Gâteau des anges
Le gâteau des anges (en anglais : angel food cake), est un gâteau originaire des États-Unis, en forme approximative de kouglof.
Il y est devenu populaire après l'invention du batteur manuel au XIXe siècle. Il est aussi appelé angel food cake, par opposition avec le Devil's food cake (gâteau du diable), ces deux gâteaux étant complètement différents. Le gâteau des anges était considéré comme faisant partie de la nourriture des anges en raison de sa couleur blanche et de son aspect aérien. Le gâteau du diable, un gâteau au chocolat à étages, est apparu à la même époque, comme beaucoup des nouveaux gâteaux américains à la suite de l'invention de la levure chimique. Le gâteau des anges est donc un gâteau léger alors que le gâteau du diable est un gâteau lourd au beurre.
Au Canada, on utilise souvent le gâteau des anges comme base pour préparer le shortcake aux fraises.

## Fabrication

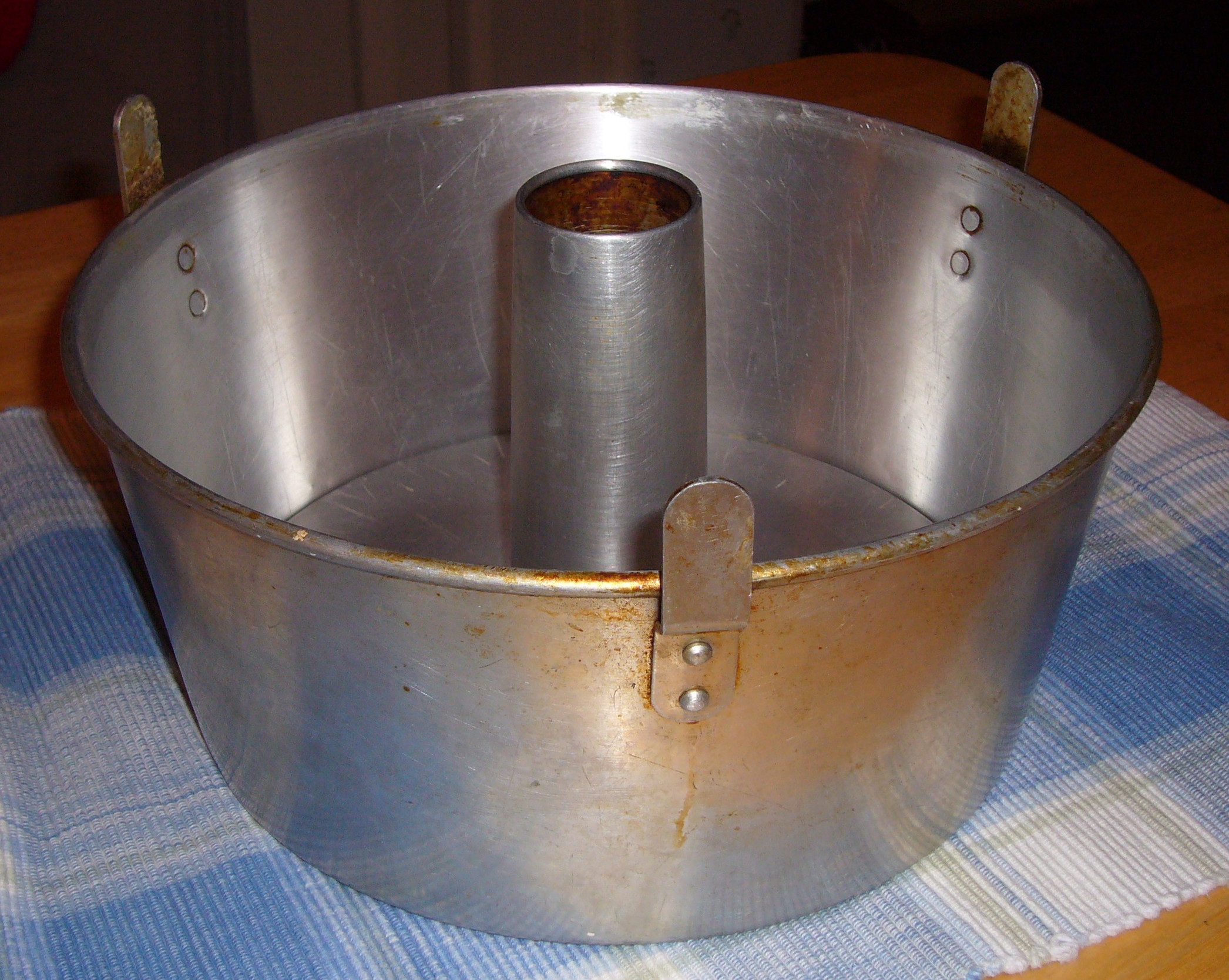
Moule à gâteau des anges.

Les blancs sont montés en neige et incorporés aux autres ingrédients. Pour faciliter la levée, il faut utiliser de la farine de blé très fine. Le gâteau des anges doit être coupé à l'aide d'un couteau dentelé car un couteau standard a tendance à l'écraser au lieu de le couper.
Le gâteau des anges est généralement cuit dans un grand moule rond avec un tube au centre qui fait un trou dans le gâteau, ce qui lui permet de monter plus haut car la pâte peut escalader tous les côtés du moule. Contrairement à d'autres gâteaux, le moule ne doit pas être graissé. Après la cuisson, pendant que le gâteau refroidit, celui-ci doit être retourné afin d'éviter qu'il s'affaisse. Il est parfois décoré avec du coulis de fruit. Un simple glaçage est aussi possible. Certains le préfèrent avec des fraises coupées et de la chantilly.